# Dasychira circumdata
Dasychira circumdata är en fjärilsart som beskrevs av Holland 1893. Dasychira circumdata ingår i släktet Dasychira och familjen tofsspinnare. Inga underarter finns listade i Catalogue of Life.